# Meridiano 10 oeste
El meridiano 10 oeste de Greenwich es una línea de longitud que se extiende desde el Polo Norte atravesando el océano Ártico, el océano Atlántico, Irlanda, África, el océano Antártico y la Antártida hasta el Polo Sur.
El meridiano 10 oeste forma un gran círculo con el meridiano 170 este.
Este meridiano definía el límite occidental de Nueva Suabia, territorio explorado y nombrado por Alemania en la Antártida.
Comenzando en el Polo Norte y dirigiéndose hacia el Polo Sur, este meridiano atraviesa:
| Coordenadas                       | País, territorio o mar                    | Notas                                                 |
| --------------------------------- | ----------------------------------------- | ----------------------------------------------------- |
| 90°0′N 10°0′O / 90.000, -10.000   | Océano Ártico                             | Mar de Groenlandia                                    |
| 82°12′N 10°0′O / 82.200, -10.000  | Océano Atlántico                          | Mar de Groenlandia                                    |
| 54°19′N 10°0′O / 54.317, -10.000  | Irlanda                                   | Península Mullet, Isla Achill, Isla Clare y Connemara |
| 53°23′N 10°0′O / 53.383, -10.000  | Océano Atlántico                          |                                                       |
| 52°15′N 10°0′O / 52.250, -10.000  | Irlanda                                   | Penínsulas de Dingle, Iveragh y Beara                 |
| 51°37′N 10°0′O / 51.617, -10.000  | Océano Atlántico                          |                                                       |
| 29°39′N 10°0′O / 29.650, -10.000  | Marruecos                                 |                                                       |
| 27°40′N 10°0′O / 27.667, -10.000  | Sáhara Occidental                         | Reclamado por Marruecos                               |
| 26°0′N 10°0′O / 26.000, -10.000   | Mauritania                                |                                                       |
| 15°21′N 10°0′O / 15.350, -10.000  | Mali                                      |                                                       |
| 12°7′N 10°0′O / 12.117, -10.000   | Guinea                                    |                                                       |
| 8°26′N 10°0′O / 8.433, -10.000    | Liberia                                   |                                                       |
| 5°49′N 10°0′O / 5.817, -10.000    | Océano Atlántico                          |                                                       |
| 40°18′S 10°0′O / -40.300, -10.000 | Santa Elena, Ascensión y Tristán de Acuña | Isla de Gough                                         |
| 40°19′S 10°0′O / -40.317, -10.000 | Océano Atlántico                          |                                                       |
| 60°0′S 10°0′O / -60.000, -10.000  | Océano Antártico                          |                                                       |
| 70°50′S 10°0′O / -70.833, -10.000 | Antártida                                 | Tierra de la Reina Maud, reclamado por Noruega        |